# Consul drurii
Consul drurii är en fjärilsart som beskrevs av Butler 1873. Consul drurii ingår i släktet Consul och familjen praktfjärilar. Inga underarter finns listade i Catalogue of Life.